# Малинов Яр (приток Усердца)
Малинов Яр — река в России, протекает в Белгородской области. Устье реки находится в 40 км по левому берегу реки Усердец. Длина реки составляет 11 км. 

## Данные водного реестра
По данным государственного водного реестра России относится к Донскому бассейновому округу, водохозяйственный участок реки — Тихая Сосна, речной подбассейн реки — Бассейны притоков Дона до впадения Хопра. Речной бассейн реки — Дон (российская часть бассейна).
По данным геоинформационной системы водохозяйственного районирования территории РФ, подготовленной Федеральным агентством водных ресурсов:
- Код водного объекта в государственном водном реестре — 05010100712107000003578
- Код по гидрологической изученности (ГИ) — 107000357
- Код бассейна — 05.01.01.007
- Номер тома по ГИ — 07
- Выпуск по ГИ — 0